# Alf K. H. de Pomian
Alf Karl Hajdukiewicz de Pomian, född 27 mars 1867 i Stockholm, död 23 augusti 1972 i Bromma, var en svensk-polsk diplomat, patriot, främlingslegionär och handelsrepresentant.

## Biografi
Alf K. H. de Pomians föräldrar, Joseph Alphonse Hajdukiewicz de Pomian (1841-1873) och Olympia Pietkiewiczówna (1839-1903), var från Litauen. De kom till Sverige 1866 på flykt undan den tsaristiska polisen och antog då namnet Pomian. Ryska konsulatet krävde utlämning av dem båda, men den svenska regeringen motsatte sig detta starkt och beviljade dem permanent uppehållstillstånd.
Han studerade juridik och ekonomi i Paris och Stockholm. Han kom 1891 som 24-åring till de franska kolonierna i Afrika som representant för en Marseille-firma. Efter att ha återvänt 1895 publicerade han artikeln "Dahome, land och folk" i tidskriften Ymer. Han tjänstgjorde sedan på Exportföreningen och under åren 1897-1918 var han redaktör för Svensk Exporttidskrift. En tid var han representant för svenska företag i Indien och Afrika. Han tjänstgjorde även i Främlingslegionen. Han var handelsanställd i Whydah (nuvarande Ouidah) i Benin vid en portugisisk-judisk firma och blev senare polsk konsul på samma ort.
Han var medlem i ordenssällskapet Par Bricole, som grundades 1779 i Stockholm.
Han var en man med karaktär, en brinnande patriot och engagerad i hjälparbete för till Sverige komna polska flyktingar. Under Första världskriget skapade han tillsammans med andra polacker den polska kommittén för undsättning och blev 1916 dess förste president. I den polska regeringen 1920 utnämndes han till honorärkonsul i Stockholm. 1921-1925 tjänstgjorde han på de polska beskickningarna i Berlin och Hamburg och återvände sedan till Stockholm. Vid utbrottet av Andra världskriget tjänstgjorde han som pressattaché på ambassaden i Stockholm. Han var under många år ordförande i den polska kommittén för bistånd i Sverige. Han var också ordförande i det polska flyktingrådet.
Han avled den 23 augusti 1972, 105 år gammal, och är begravd på Katolska kyrkogården, en del av Norra begravningsplatsen i Solna.

## Familj
Alf Karl Hajdukiewicz de Pomian var son till Joseph Alphonse Hajdukiewicz de Pomian (1841-1873) och Olympia Pietkiewiczówna (1839-1903). Han hade två yngre systrar - Maria Cecilia (född 1869) och Wanda (född 1872). Han gifte sig den 7 juli 1901 med Julia Kristina Djuplin (1875-1978), och de fick fem barn - dottern Vanda (född 1900) samt sönerna Thor (född 1898), Witold (född 1901), Alf (född 1907) och Gustaf (1909-1982).

## Etnografika

Pall från Benin med sitsen uppburen av en leopard, ur Etnografiska museets samlingar.

Etnografiska museet i Stockholm förvärvade 1948 ett antal föremål från Alf K. H. de Pomian, hemförda från hans vistelse i Dahomey (nuvarande Benin), Togo och Voltaområdet (nuvarande Burkina Faso och Ghana) i Västafrika i början av 1890-talet, bland annat en pall med sitsen uppburen av en leopard och två rikt broderade hausa-dräkter jämte byxor och stövlar med lädermosaik. Pallen ingår i museets permanenta utställning "Magasinet - En etnografisk skattkammare".
Svenska Sällskapet för Antropologi och Geografi (SSAG) sammanträdde i Stockholm i mars 1895. Föredragshållare var Alf K. H. de Pomian (om etnografiska iakttagelser i Dahomey) och Hjalmar Stolpe (om nyaste etnografiska forskningar rörande Nya Guinea).

## Publikationer
- "Dahome, land och folk", artikel i tidskriften Ymer, 1895.[2][9]
- "Polen och den gamla tiden", artikel i boken "Åh Forna dagars Polen", 1917.[2]

## Utmärkelser
- Vasaorden (VO).[2]
- Vasamedaljen i guld av 5:e storleken (1896).[10]
- Kommendör av Polonia Restituta.[2]
- Befälhavarens kors, Polonia Restituta tredje klass, Krzyż Komandorski.[2]
- Akademiska palmen, fransk förtjänstorden.[2]